# Goran Ferčec
Goran Ferčec (Koprivnica, 30. rujna 1978.), hrvatski dramatičar, dramaturg i romanopisac. 
Studirao povijest umjetnosti i poljski jezik na Filozofskom fakultetu u Zagrebu, te dramaturgiju na Akademiji dramske umjetnosti u Zagrebu.
Kao dramaturg i/ili asistent redatelja radio na mnogim kazališnim projektima od kojih su najvažniji: Generacija 91-95, redatelj: Borut Šeparović, ZKM, Bjesovi, redatelj: Janusz Kica, HNK Zagreb, Kiklop, redatelj: Ivica Buljan, Scena Gorica, Mauzer, redatelj: Borut Šeparović, ZKM,  Hedda Gabler, redateljica: Mateja Koležnik, Slovensko narodno gledališče Maribor, Mi smo kraljevi, a ne ljudi, redatelj: Matija Ferlin, HNK Zagreb.
Kao dramatičar debitira 2011. godine dramom Pismo Heineru Mulleru u režiji Bojana Đorđeva i izvedbi Zagrebačkog kazališta mladih.
Objavljuje teorijske tekstove, intervjue i kritike u časopisima i na radiju. U tandemu s kolegicom Jasnom Žmak, pokrenuo je inicijativu Dramaturški kolektiv.
2011. godine objavio je svoj prvi roman Ovdje neće biti čuda.  2015. godine objavljuje zbirku eseja Priručnik za jučer. 

## Praizvedbe
- 2011. Pismo Heineru Mulleru, režija: Bojan Đorđev, ZKM, Zagreb
- 2014. Radnice u gladovanju, režija: Frank Heuel, Schaubühne Lindenfels, Leipzig/Fringe ensemble, Bonn, Njemačka
- 2020. Govoriti o tijelu kao o nečemu dobrom (dio omnibusa Monovid-19), režija: Anica Tomić, ZKM

## Nagrade
- 2007. Nagrada za najbolju dramu natječaja na temu Govoriti o granicama (Austrijski kulturni forum) za dramu Pismo Heineru Mulleru.
- 2008. Rektorova nagrada (Hrvatsko sveučilište) za dramu Pismo Heineru Mulleru.
- 2011. Nagrada "Veljko Maričić" (Međunarodni festival malih scena) za dramaturgiju predstava Generacija 91-95 i Kiklop.
- 2014. Borštnikova nagrada (Borštnikovo srečanje) za dramaturgiju predstave Moderna nô drama.
- 2014. Nagrada hrvatskog glumišta (HDDU) za dramatizaciju predstave Amerika.
- 2015. Borštnikova nagrada (Borštnikovo srečanje) za dramatuški koncept predstave Hedda Gabler (zajedno sa Matejom Koležnik i Metkom Damjan)

## Vanjske poveznice
- Goran Ferčec na Drame.hr